# Wassil Bykau
Wassil Uladsimirawitsch Bykau (* 19. Juni 1924 in Bytschki, Wizebskaja Woblasz, Weißrussische SSR; † 22. Juni 2003 in Minsk) war ein belarussischer Schriftsteller.

## Jugend und Kriegsdienst

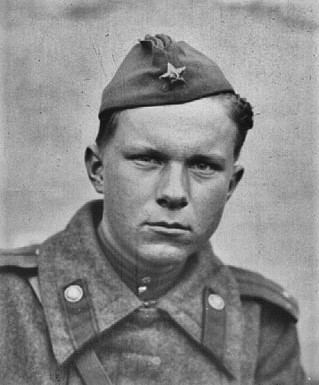
Wassil Bykau 1944 in Rumänien

Wassil Bykau wurde 1924 im belarussischen Dorf Bytschki in eine arme Bauernfamilie geboren. Er besuchte die Wizebsker Kunsthochschule, Abteilung Bildhauerei und die Infanterieschule in Saratow. 1941 ging er als Freiwilliger an die Front und trat in die Rote Armee ein. Er kämpfte als Artillerieoffizier in der Ukraine, Bulgarien, Jugoslawien und Ungarn. Das Kriegsende erlebte er in Österreich.  Zweimal wurde er verwundet.
In Hrodna war er für eine kurze Zeit als Journalist tätig und diente anschließend als Armeeoffizier im Fernen Osten, auf Sachalin und den Kurilen.

## Schriftstellerische Tätigkeit
Ab 1955 lebte er allein von seiner schriftstellerischen Tätigkeit. Seine frühen Erzählungen thematisieren die Ereignisse des Krieges, ihre Protagonisten sind Soldaten und Offiziere der Roten Armee. Bekannt wurde Bykau mit seiner 1962 erschienenen Erzählung Die dritte Leuchtkugel („Трэцяя ракета“). In den 1960er-Jahren erschienen auch seine international bekannt gewordenen Erzählungen Alpenballade („Альпійская балада“) und Die Toten haben keine Schmerzen („Мёртвым не баліць“), in den 1970er-Jahren Die Schlinge („Сотнікаў“), Der Obelisk („Абеліск“), Gehen und nicht zurückkehren („Пайсці i не вярнуцца“). Bykau schrieb in seiner belarussischen Muttersprache, übersetzte aber viele seiner Werke selbst ins Russische.

## Selbstreflexion
„Ich will mich an die Wahrheit halten, ob sie hart, unangenehm, schön oder hässlich ist. Mir geht es um die Wahrheit des Lebens in allen seinen Wechselwirkungen und Erscheinungen. Die Kunst kennt nur ein Mittel, um in der Gesellschaft eine positive Veränderung herbeizuführen, nämlich die Gesellschaft so zu zeigen, wie sie wirklich ist.“

## Werke in deutscher Übersetzung
- Die dritte Leuchtkugel. Kultur und Fortschritt, Berlin 1964
- Die Toten haben keine Schmerzen. Propyläen, Westberlin 1967
- Alpenballade. Geschichte einer Liebe. Verlag der Nation, Berlin 1970
- Die Schlinge. Volk und Welt, Berlin 1972
- Novellen, 2 Bände. Volk und Welt, Berlin 1976
  - Bd. 1: Die dritte Leuchtkugel, Eine Nacht, Die Falle, Alpenballade, Die Brücke von Kruhljany
  - Bd. 2: Die Schlinge, Der Obelisk, Durchhalten bis zum Morgen!, Wolfsrudel
- Alarm. Damnitz, München 1977
- Ausgewählte Novellen. Reclam, Leipzig 1978
- Der Obelisk / Sein Bataillon. Volk und Welt, Berlin 1980
- Zeichen des Unheils. Volk und Welt, Berlin 1984
- Die Kiesgrube. Volk und Welt, Berlin 1988
- Im Nebel. Volk und Welt, Berlin 1990

## Verfilmungen
- Die dritte Leuchtkugel. Regie: Richard Wiktorow, 1963
- Alpenballade. Regie: Boris Stepanow, 1965
- Der Schrei des Kranichs. Regie: Alexander Karpow, 1975
- Überleben bis zum Morgen. Regie: Viktor Sokolow, 1975
- Wolfsrudel. Regie: Boris Stepanow, 1975
- Aufstieg. Regie: Larissa Schepitko, 1976
- Der Obelisk. Regie: Richard Wiktorow, 1976
- Zeichen des Unheils. Regie: Michail Ptaschuk, 1986

Seine Geschichte Der Nebel („У тумане“) von 1988 wurde 2012 von Sergei Loznitsa verfilmt und kam im November 2012 unter dem Titel Im Nebel in die deutschen Kinos.

## Posten und Auszeichnungen
Bykau war auch publizistisch und zunehmend politisch tätig, wobei er zunächst durchaus linientreu war. Von 1972 bis 1978 war er Sekretär der Hrodnaer Abteilung des Schriftstellerverbandes der Weißrussischen SSR. 1974 erhielt er den Staatspreis der UdSSR, 1980 wurde er mit dem Titel „Nationalschriftsteller von Belarus“ ausgezeichnet, und 1986 erhielt er für seine Erzählung Zeichen des Unheils („Знак бяды“) den Leninpreis.
1984 wurde er zum Held der sozialistischen Arbeit ernannt.

## Politische Tätigkeiten, Emigration, Krankheit und Tod

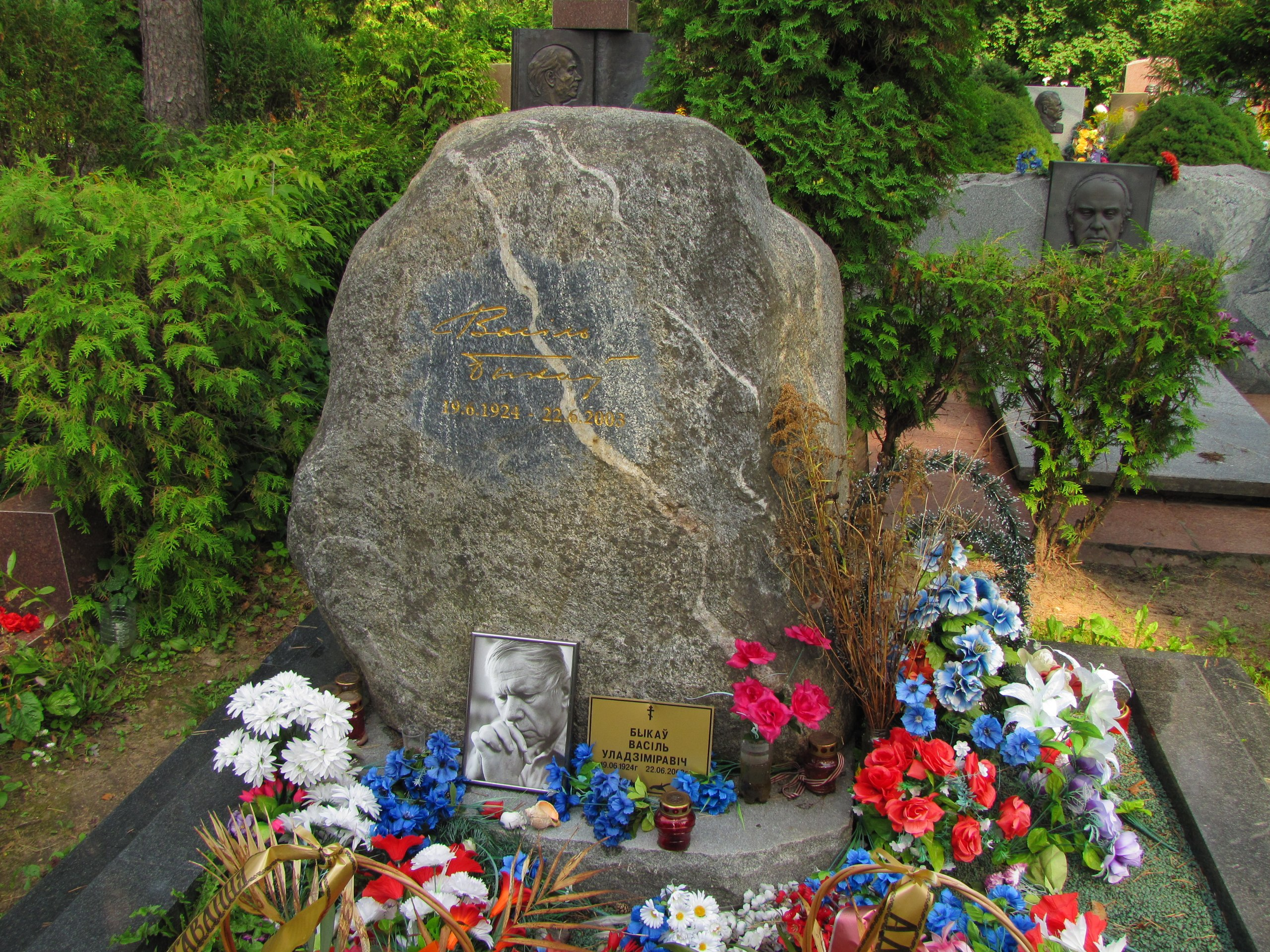
Grab von Wassil Bykau auf dem Ostfriedhof in Minsk

Ende der 1980er Jahre beteiligte sich Bykau an Aktivitäten der prodemokratischen politischen Kräfte in Belarus (Weißrussische Volksfront) und zählte zu deren Gründungsmitgliedern. Zwischen 1989 und 1991 setzte er sich vehement für die Unabhängigkeit von Belarus ein und engagierte sich für die Opfer des Stalinismus. 1994 unterstützte er den Kandidaten Sjanon Pasnjak bei der Präsidentenwahl, die jedoch vom früheren Kolchos-Chef Aljaksandr Lukaschenka gewonnen wurden.
Ende 1997 verließ Bykau Belarus wegen zunehmender Repressionen der Staatsmacht unter Präsident Lukaschenka. Er hatte unter anderem Publikationsverbot, und es wurden negative Pressekampagnen gegen ihn geführt. 1998 ließ er sich auf Einladung des PEN-Clubs in Helsinki nieder, bevor er im Februar 2000 gemeinsam mit seiner Frau nach Deutschland auswanderte. Er wohnte zunächst in Berlin-Köpenick. Später hielt er sich für drei Monate im brandenburgischen Schloss Wiepersdorf auf. Zur Finanzierung des Aufenthaltes hatten das Auschwitz-Komitee sowie die Heinrich-Böll-Stiftung und der Grafiker Klaus Staeck um Spenden gebeten.  Im Rahmen der Initiative Stadt der Zuflucht wohnte er vom Januar 2001 bis Sommer 2002 in Frankfurt am Main. Ab Ende 2002 lebte er in Tschechien. Seine gesundheitliche Situation wurde seit Mitte der 1990er Jahre immer schlechter. In Tschechien unterzog er sich einer Krebsoperation am Magen. Bei einem Aufenthalt in Belarus, wo er sich von dem Eingriff erholen wollte, starb er am 22. Juni 2003.